# 小赤车
小赤车（学名：Pellionia minima）为荨麻科赤车属下的一个种。

## 扩展阅读
- 維基物種上的相關：小赤车